# Alken
För andra betydelser, se Alken (olika betydelser).

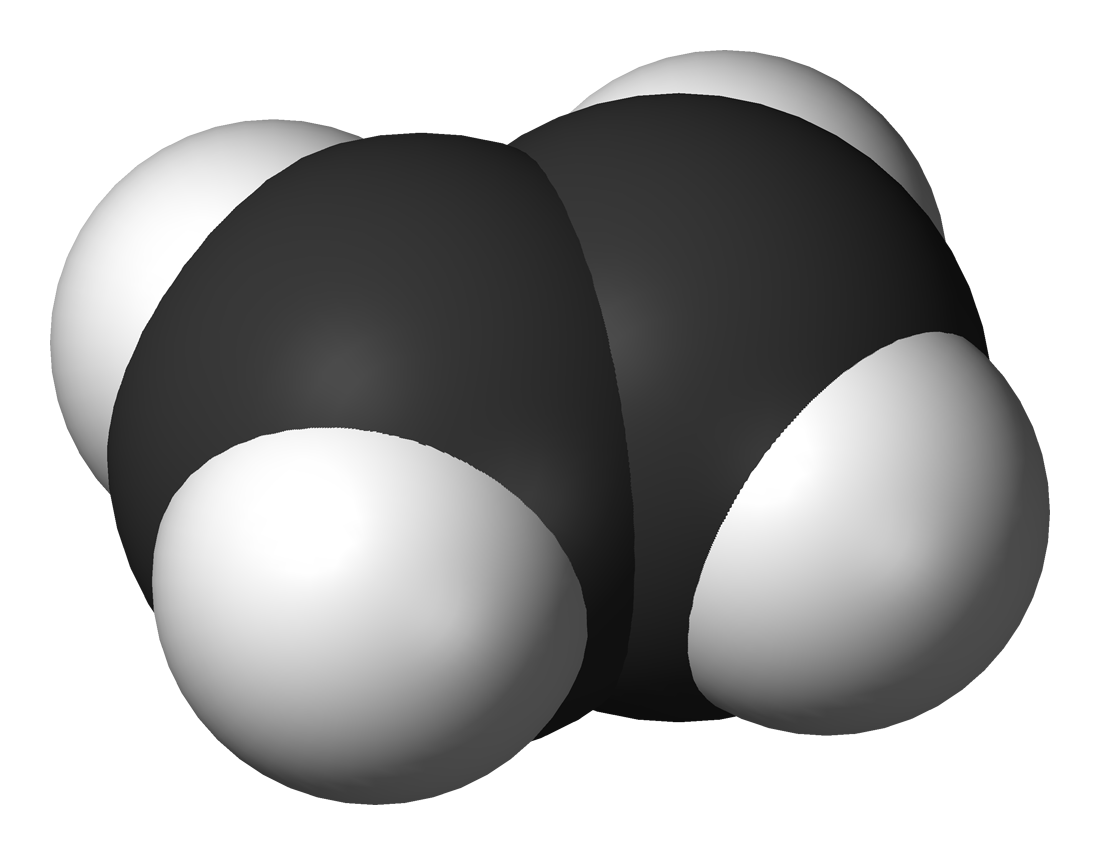
En etenmolekyl, den enklaste sortens alken

Alkener som har den äldre benämningen olefiner är en typ av kolväten som är enkelomättade, det vill säga ett kolväte med minst en dubbelbindning, –C=C–, och utan trippelbindningar mellan kolatomerna. Kolatomerna är placerade som i en (förgrenad eller oförgrenad) kedja.
Den generella summaformeln är CnH2n.
Alkenerna är mer reaktiva än alkanerna. De kan exempelvis påvisas med en vattenlösning av brom – alkener reagerar med brom och tar därmed bort den karakteristiska bruna färgen hos bromvattnet. Dock är reaktionen inte specifik, liknande reaktioner sker med till exempel diener och alkyner.
De enklaste alkenerna är eten (C2H4) och propen (C3H6).
Då en och samma kolvätemolekyl innehåller två dubbelbindningar mellan kolatomer, så kallas den för dien, och ingår i den grupp av kolväten som kallas för diener. Exempel är butadien (CH2=CH-CH=CH2) och isopren (CH2=C(CH3)-CH=CH2). Om ett kolväte innehåller tre dubbelbindningar kallas den för trien och så vidare.

## Alkenernas nomenklatur
Alkener har ändelsen “-en”, till skillnad från alkaner som har ändelsen “-an”. För att ge alkenerna deras rationella namn utgår man från den längsta ogrenade kolkedjan vilket får ge stam till ordet. Dessutom ska dubbelbindningen få så lågt nummer som möjligt. Till exempel får en alken med fyra kolatomer som längsta kolkedja stammen “-but-”. Vid närvarande av substituenter anges de med prefix i förhållande till kolkedjan. 

### Cis- och trans-isomeri
Dubbelbindningen i alkenen skiljer sig från en enkelbindning på så vis att atomerna kring dubbelbindningen är fastlåsta i sin position. Det sker med andra ord ingen rotation med atomerna bundna till dubbelbindningen och därmed kan det förekomma två molekyler med samma summaformel men med olika strukturer och kemiska egenskaper. I 1,2-dikloreten kan kloratomerna befinna sig i cis-position eller trans-position. Cis-position talar om att kloratomerna befinner sig på samma sida om dubbelbindningen medan trans-position innebär att kloratomerna sitter på olika sidor om dubbelbindningen. Skillnaden i struktur medför bland annat att de båda isomererna får olika kokpunkter och smältpunkter. 
Kokpunkten för Cis-1,2-dikloreten är 60,2 °C samtidigt som kokpunkten för trans-1,2-dikloreten är 48,5 °C. Anledningen till detta är att trans-isomeren inte tydligt har en ände som är mer negativ än den andra och är därmed ingen dipol. Cis-isomeren å andra sidan har en tydlig skillnad i elektronegativitet mellan de båda ändarna vilket gör den till en dipol. Dipoler har förmågan att binda till varandra med relativt starka bindningar som kallas för dipol-dipolbindningar. På grund av detta får cis-isomeren en högre kokpunkt. 
Vad gäller smältpunkten sker istället det omvända. Trans-1,2-dikloreten har en högre smältpunkt (-49,4 °C) än Cis-1,2-dikloreten (-81,5 °C). Då trans-isomeren har förmågan att packas tätare kan det på så sätt uppstå fler bindningar mellan molekylerna i fast form och isomeren får därmed en högre smältpunkt. 

## Reaktioner
Alkenerna är mer reaktiva än alkanerna. Detta är till följd av dubbelbindningen som bland annat gör det möjligt för atomer att adderas över den och bilda enkelbindningar.

### Additionsreaktioner
Genom att bryta upp dubbelbindningen i alkenen kan en eller flera atomer adderas till molekylen. Dessa reaktioner kallas för additionsreaktioner. En vanlig additionsreaktion är när en vätehalogenid adderas på dubbelbindningen i en alken. Exempelvis kan väteklorid adderas på dubbelbindningen i propen varpå 1-klorpropan och 2-klorpropan bildas. Det sker enligt följande reaktioner:
CH3-CH=CH2 + HCl → CH3-CH2-CH2Cl
CH3-CH=CH2 + HCl → CH3-CHCl-CH3
I ett mellansteg bildas en karbokatjon som bestämmer vilken av produkterna som bildas. Eftersom den sekundära karbokatjonen, som bildar 2-klorpropan, är något mer stabil än den primära karbokatjonen blir aktiveringsenergin för den reaktionen lägre vilket leder till att det kommer bildas mer 2-klorpropan. För att enkelt räkna ut vilken av produkterna som det kommer bildas mest av kan man även använda sig av Markovnikovs regel.

### Eliminationsreaktioner
Eliminationsreaktioner kan betraktas som motsatsen till additionsreaktioner. Vid elimination tas en eller flera atomer bort från molekylen samtidigt som en dubbelbindning kan uppstå. På så vis kan en alken bildas genom elimination. Ett typiskt exempel på en sådan reaktion är dehydrohalogenering. Då elimineras en väteatom och en halogen från molekylen och bildar en alken. Detta kan ske genom att låta 1-klorpropan reagera med kaliumhydroixid och bilda propen samt kaliumklorid och vatten. 
CH3-CH2-CH2Cl + KOH → CH3-CH=CH2 + KCl + H2O